# Departamento General San Martín (La Rioja)
General San Martín es un departamento ubicado al sur de la provincia de La Rioja (Argentina). Su cabecera departamental es la localidad de Ulapes. Es el único departamento limítrofe con la Provincia de San Luis. 

## Historia
Cuando los españoles iniciaron la colonización en el territorio de la actual provincia de La Rioja existían en la misma pueblos originarios pertenecientes a la cultura diaguita, las cuales se distribuían en tres comunidades: capayanes, olongastas y diaguitas. Los olongastas se encontraban en la región de los Llanos incluido el Departamento San Martín e inmediaciones que actualmente corresponde a las provincias de San Juan, San Luis y Córdoba. Para su subsistencia practicaron la agricultura (cultivo de maíz y zapallo), recolección de frutos autóctonos (chañar, algarroba y mistol) y la caza. Los colonizadores los distribuyeron en encomiendas en las provincias de Córdoba, la nueva Rioja, San Juan, Mendoza y San Luis lo que llevó a un despoblamiento casi definitivo.
El departamento San Martín se encuentra alejado de la ciudad capital de La Rioja, por lo que ejercen gran influencia en el medio las provincias vecinas, con las cuales mantiene un activo comercio e intercambio poblacional y cultural. Es por demás interesante señalar que, al contrario de los demás departamentos riojanos, no existen uno o dos centros que acaparen la gran mayoría de sus habitantes, sino que están distribuidos por todo el territorio agrupado en muchos pequeños poblados dedicados a la ganadería.
En 1869 se inauguró la primera escuela oficial que funcionó en Villa San Martín (actual Ulapes), siendo su director Don Benjamín Hurtado Barros (chileno); luego en 1870 se crea la escuela provincial de mujeres dirigida por el señor Luis Quiroga y en el año 1872 las dos escuelas pasan a depender de la provincia. 
Las primeras maestras con título Nacional en llegar al departamento, en 1896, fueron la Sra. Felisa Herrera, y la Sra. María González de Mascheni. Posteriormente en el año 1906, se inauguraron las clases en la actual escuela N° 27 Dirigida por el Sr. Eulogio Bazan y la Sra. Felisa Herrera.

## Población
Para el censo 2022 el departamento registró 5019 habitantes. Esto representó un aumento en la cantidad de personas del 1,5%, menor al crecimiento poblacional provincial que se situó en 15,1%..

### Localidades y parajes
- Ulapes
- Aguayo
- Bajo Hondo
- Corral de Isaac
- Cuatro Esquinas
- El Caldén
- El Cadillo
- San Solano
- Villa Nidia

- El Abra
- La Represa
- La Represita
- Las Ventanitas
- Villa Nidia
- Pozo de Piedra

## Superficie y límites
La extensión del departamento es de 5034 km², lo que lo convierte en uno de los departamentos de tamaño intermedio en la provincia. Limita al norte con el departamento General Ocampo, al este con la Provincia de Córdoba (Departamento San Alberto), al sur con la Provincia de San Luis y al oeste con el Departamento Rosario Vera Peñaloza y la Provincia de San Juan.

## Sismicidad
La sismicidad de la región de La Rioja es frecuente y de intensidad baja, y un silencio sísmico de terremotos medios a graves cada 30 años en áreas aleatorias. Sus últimas expresiones se produjeron:
- 12 de abril de 1899 (125 años), a las 16.10 UTC-3 con 6,4 Richter; como en toda localidad sísmica, aún con un silencio sísmico corto, se olvida la historia de otros movimientos sísmicos regionales (terremoto de La Rioja de 1899)
- 24 de octubre de 1957 (67 años), a las 22.07 UTC-3 con 6,0 Richter (terremoto de Villa Castelli de 1957): además de la gravedad física del fenómeno se unió el olvido de la población a estos eventos recurrentes
- 28 de mayo de 2002 (22 años), a las 0.03 UTC-3, con 6,0 escala Richter (terremoto de La Rioja de 2002)[5]

## Actividades económicas
La actividad más importante del departamento es la ganadería, principalmente la crianza de vacunos. Esta actividad ha despertado mayor interés en la última década, luego de haber pasado por un largo periodo de inactividad. Las condiciones ecológicas del departamento son favorables para esta actividad ya que sus campos cuentan con pastos naturales de regular valor nutritivo y árboles de cierto valor forrajero.

### Agricultura
La agricultura en el departamento carece hasta el presente de significación económica a nivel provincial. Solamente Ulapes dispone de un pequeño caudal que escasamente alcanza para el cultivo en pequeña escala y en forma rudimentaria de algunos frutales, viñedos y alfalfa, agregando algunos cultivos hortícolas, siendo la producción para el consumo local. En junio de 1961 se amplían y realizan canales de riega, favoreciendo aún más la agricultura de la localidad.

### Ganadería
La actividad más importante del departamento es la ganadería, principalmente la crianza de vacunos. Esta actividad ha despertado mayor interés en la última década, luego de haber pasado por un largo periodo de inactividad. Las condiciones ecológicas del departamento son favorables para esta actividad ya que sus campos cuentan con pastos naturales de regular valor nutritivo y árboles de cierto valor forrajero.
Los ganaderos se ocuparon del mejoramiento de sus planteles en los cuales predominaban vacunos criollos, para ello introdujeron reproductores de las razas Shorton, Hereford, Aberdeen Angus y Holando Argentino, que en cruzamiento en distintos grados con los criollos han obtenido el tipo cuarterón que predomina en la zona. 
Las rutas nacionales 20 y 79 empalman en el Departamento, lo que facilita el transporte de ganado a las zonas de invernada y a los centros de consumo tanto de nuestra provincia como de los limítrofes. Cabe consignar que las ventas mayores de hacienda se realizan en Córdoba, en la feria de Villa Dolores y en la vecina San Luis.

### El Cadillo y su situación geográfica
Bajo la jurisdicción de este departamento se encuentra una gran parte de El Cadillo, el único pueblo argentino cuya superficie se extiende por tres provincias (además de La Rioja, las de San Luis y Córdoba). La escuela y la iglesia se encuentran en el lado riojano, pero la provisión de internet y el centro de salud están en el lado puntano.